# Вулиця Петра Нефедова
Ву́лиця Петра́ Нефе́дова — зникла вулиця, що існувала у Ленінградському районі (нині — Святошинський) міста Києва, село Микільська Борщагівка. Пролягала від Ленінабадської вулиці до вулиці Івана Труша.
Прилучався провулок Петра Нефедова.

## Історія
Виникла до 1-ї третини XX століття, мала назву вулиця Будьонного на честь Семена Будьонного. Назву на честь вулиця Петра Нефедова отримала 1974 року.
Ліквідована наприкінці 1970-х — на початку 1980-х років під час знесення старої забудови села Микільська Борщагівка та будівництва житлового масиву Південна Борщагівка.